# Whenever You Need Somebody
Whenever You Need Somebody è il primo album del cantante britannico Rick Astley, pubblicato il 16 novembre 1987 dall'etichetta discografica RCA.

## Il disco
L'album contiene alcuni brani che sono stati pubblicati come singoli riscuotendo un grande successo, quali Never Gonna Give You Up, Together Forever e la titletrack dell'album.

## Tracce
1. Never Gonna Give You Up – 3:36
2. Whenever You Need Somebody – 3:52
3. Together Forever – 3:24
4. It Would Take a Strong Strong Man – 3:39
5. The Love Has Gone – 4:20
6. Don't Say Goodbye – 4:02
7. Slipping Away – 3:52
8. No More Looking for Love – 3:15
9. You Move Me – 3:40
10. When I Fall in Love – 2:59

## Formazione
- Rick Astley - voce, chitarra (tracce 8-9)
- Mike Stock - tastiere
- Matt Aitken - tastiere, chitarra
- A. Linn - batteria
- Ian Curnow - synths, tastiere (tracce 5, 7)
- Daize Washbourn - tastiera, batteria (tracce 8-9)
- Gary Barnacle - sassofono (traccia 7)
- Dee Lewis - cori
- Shirley Lewis - cori
- Mae McKenna - cori
- Suzanne Rhatigan - cori